# طوني مارشي
طوني مارشي (بالإنجليزية: Tony Marchi)‏ (21 يناير 1933 في المملكة المتحدة - 15 مارس 2022) هو مدرب كرة قدم ولاعب كرة قدم بريطاني في مركز نصف الجناح. لعب مع توتنهام هوتسبير ونادي تورينو ونادي فيتشينزا ونادي نورثامبتون تاون ويوفنتوس.

## وصلات خارجية
- طوني مارشي على موقع قاعدة بيانات كرة القدم.إي يو (الإنجليزية)
- طوني مارشي على موقع Soccerbase.com (مدرب) (الإنجليزية)
- طوني مارشي على موقع عالم كرة القدم.نت (الإنجليزية)